# Godskalk
Godskalk (Gudskalk, død 1066) var en venderfyrste.
Han var søn af Prinbinjew (som var døbt og gift med en dansk kvinde) og blev oplært i St. Michaelis-klostret i Lüneburg. For at hævne sin fars død kæmpede han mod sakserne, men blev taget til fange. Senere fik han politisk asyl ved Knud den Stores hof i England. Derfra vendte han hjem og fik med dansk hjælp dræbt sin rival Ratibor, der i 1135 havde udplyndret den norske by Kongshelle (vore dages Kungälv). 
Som hævn invaderede Ratibors sønner Sønderjylland med en stor hærstyrke i 1143, som på tilbagevejen blev slået af Magnus den Gode i slaget på Lyrskov Hede. Godskalk giftede sig med Sigrid, datter af Svend Estridsen, der i 1053 sammen med Bernhard af Sachsen havde hjulpet Godskalk i et hærtogt mod den slaviske stamme circipanerne. Godskalk fik samlet de vestlige vendere; men hans brutale forsøg på at indføre kristendommen udløste et oprør i 1066, hvor han blev dræbt af den wagriske stammehøvding Kruto. 
Sigrid blev mishandlet og flygtede med deres søn Henrik til Danmark. Senere giftede hun sig muligvis med markgreve Udo 3. af Stade. 
Sønnen Henrik lå i en række år i krig med sin morbror Niels af Danmark, fordi denne ikke ville tilkende ham hans mødrene arv. Til sidst kom Henrik til enighed med sin fætter Knud Lavard, der tilkendte ham hans retmæssige arv, så der omsider blev ro ved sydgrænsen. 